# Euphranta laosica
Euphranta laosica är en tvåvingeart som beskrevs av Hardy 1973. Euphranta laosica ingår i släktet Euphranta och familjen borrflugor. Inga underarter finns listade i Catalogue of Life.